# ハナビちゃんは遅れがち
『ハナビちゃんは遅れがち』（ハナビちゃんはおくれがち）は、原作：白金らんぷ・作画：まみむによる漫画作品。2019年11月21日よりウェブコミック配信サイト『コミプレ』（ヒーローズ）にて連載中。
ユニバーサルエンターテインメントが原案を担当するパチスロ擬人化コメディであり、同社のパチスロ機である「ハナビ」「バーサス」「サンダーV」がそれぞれ少女の姿になり、働く様子が描かれる作品である。

## あらすじ
休業していたパチンコホール。東雲ムサシは、店を引き継いだ新米店長となるが、店には擬人化したパチスロ「ハナビ」「バーサス」「サンダーV」の少女たちがいた。名機によって盛り上がった遊技機業界のザンネン系仕事コメディ、パチンコホールが開店する。

## 登場人物
東雲 ムサシ（しののめ ムサシ）
声 - 今井文也
休業していたパチンコホールを引き継いだ新米店長の一人。
有明ハナビ花（ありあけハナビはな）
声 - 和氣あず未
パチスロ機「ハナビ」が変身した姿。
高輪バーサス戦（たかなわバーサスいくさ）
声 - 上坂すみれ
パチスロ機「バーサス」が変身した姿。
日本橋サンダー雷（にほんばしサンダーらい）
声 - M・A・O
パチスロ機「サンダーV」が変身した姿。
堀江タコスロ墨（ほりえタコスロすみ）
声 - 東山奈央
パチスロ機「タコスロ」が変身した姿。
東桜モグモグ超（ひがしざくらモグモグちょう）
声 - 大空直美
パチスロ機「スーパーモグモグ2」が変身した姿。
磯上コンドル翼（いそがみコンドルつばさ）
声 - 南條愛乃
パチスロ機「クランキーコンドル」が変身した姿。
コジロー
声 - 加藤英美里
ムサシの幼馴染み。近所のパチンコホール「パーラーヒーロー」の店長。
クマザワ
声 - 増田俊樹
熊。バーサスと共に行動している。
イッカククン
声 - 日野まり
雷雲。サンダーと共に行動している。

## 書誌情報
- 白金らんぷ（原作）・まなぶ（作画）・ユニバーサルエンターテインメント（原案） 『ハナビちゃんは遅れがち』 ヒーローズ〈ヒーローズコミックス〉、既刊9巻（2025年3月28日現在）
  1. 2020年2月29日発売[4]、ISBN 978-4-86468-696-9
  2. 2020年9月26日発売[5]、ISBN 978-4-86468-752-2
  3. 2021年4月28日発売[6]、ISBN 978-4-86468-799-7
  4. 2021年10月29日発売[7]、ISBN 978-4-86468-829-1
  5. 2022年6月29日発売[8]、ISBN 978-4-86468-892-5
  6. 2023年3月29日発売[9]、ISBN 978-4-86468-142-1
  7. 2024年3月5日発売[10]、ISBN 978-4-86468-243-5
  8. 2024年8月5日発売[11]、ISBN 978-4-86468-277-0
  9. 2025年3月28日発売[12]、ISBN 978-4-86805-049-0

## テレビアニメ
2021年8月7日に企画の始動が発表され、2022年7月から9月までBS11ほかにて放送。ナレーションは増田俊樹。

### スタッフ
- 原作 - 白金らんぷ[14]
- 作画 - まみむ[14]
- 原案 - ユニバーサルエンターテインメント[14]
- 監督・シリーズ構成・脚本 - 金澤洪充[14]
- キャラクターデザイン・総作画監督 - 袖山麻美[14]
- 美術監督 - 池内翔[14]
- 美術 - ふわころもち[14]
- 色彩設計 - 吉村智恵[14]
- 撮影監督・編集 - 佐藤貴雄[14]
- 音響監督 - 田中亮[14]
- 音響制作 - TOブックス
- 音楽 - 矢鴇つかさ[14]
- 音楽制作 - Arte Refact[14]
- 宣伝・音楽プロデュース - AOI Pro.[14]
- 音楽プロデューサー - 後藤裕
- プロデューサー - 古川千絵、後藤裕、鈴木緑視、浅尾芳宣
- アニメーションプロデューサー - ヨシダケイスケ
- アニメーション制作 - GAINA[14]
- 製作・著作 - 下町ゴッドヘブンOB会[14]

### 主題歌
「ハナビちゃんの1週間」をテーマに各曜日の楽曲が制作され、オープニング（OP）・エンディング（ED）では各キャラの声優が歌唱するキャラクターソングverが使用される。月曜日から土曜日までの楽曲は週替わりのOPとして、日曜日の楽曲はED曲として使用。
「カグヤ」
第1話・第7話OP曲である月曜日の楽曲。作詞・作曲・編曲はKai、歌唱は有明ハナビ花（和氣あず未）。
「炎上アリス」
第2話・第8話OP曲である火曜日の楽曲。作詞・作曲・編曲はマイキ、歌唱は高輪バーサス戦（上坂すみれ）。
「水曜日に御用心」
第3話・第9話OP曲である水曜日の楽曲。作詞・作曲・編曲はTOKOTOKO、歌唱は日本橋サンダー雷（M・A・O）。
「枯れ木に花を」
第4話・第10話OP曲である木曜日の楽曲。作詞・作曲・編曲は164、歌唱は堀江タコスロ墨（東山奈央）。
「ビタいちもんめ」
第5話・第11話OP曲である金曜日の楽曲。作詞はナナホシ管弦楽団、作曲・編曲は岩見陸、歌唱は東桜モグモグ超（大空直美）。
「リビングデッド・フィーバー」
第6話・第12話OP曲である土曜日の楽曲。作詞・作曲・編曲はSLAVE.V-V-R、歌唱は磯上コンドル翼（南條愛乃）。
「パラレルラルラ」
ED曲である日曜日の楽曲。作詞・作曲は夏代孝明、編曲は渡辺拓也、歌唱は有明ハナビ花（和氣あず未）、高輪バーサス戦（上坂すみれ）、日本橋サンダー雷（M・A・O）。

### 各話リスト
| 話数   | サブタイトル                       | 演出     | 作画監督 | 初放送日       |
| ------ | ---------------------------------- | -------- | -------- | -------------- |
| 第1話  | ハナビちゃんは布団の中             | 金澤洪充 | 袖山麻美 | 2022年 7月10日 |
| 第2話  | バーサスはクマと共に               | 金澤洪充 | 袖山麻美 | 7月17日        |
| 第3話  | サンダーさんはサンダーします       | 三好なお | 袖山麻美 | 7月24日        |
| 第4話  | ハナビちゃんはリニューアル         | 三好なお | 袖山麻美 | 7月31日        |
| 第5話  | ハナビちゃんはCookしたい           | 三好なお | 袖山麻美 | 8月7日         |
| 第6話  | ムサシ君は激アツ                   | 三好なお | 袖山麻美 | 8月14日        |
| 第7話  | ハナビちゃん不発がち               | 三好なお | 袖山麻美 | 8月21日        |
| 第8話  | タコスロはチャンネル登録ヨロシク！ | 三好なお | 袖山麻美 | 8月28日        |
| 第9話  | 技術介入系三姉妹は輝いている！     | 三好なお | 石川純   | 9月4日         |
| 第10話 | ムサシくんは固まっていた           | 三好なお | 石川純   | 9月11日        |
| 第11話 | ハナビちゃんは旅立つ！             | 三好なお | 袖山麻美 | 9月18日        |
| 第12話 | ハナビちゃんは花火屋さん！         | 金澤洪充 | 袖山麻美 | 9月25日        |

### 放送局
| 放送期間                | 放送時間                     | 放送局   | 対象地域 | 備考                      |
| ----------------------- | ---------------------------- | -------- | -------- | ------------------------- |
| 2022年7月10日 - 9月25日 | 日曜 21:55 - 22:00           | BS11     | 日本全域 | BS放送 / 『ANIME+』枠     |
| 2022年7月13日 - 9月28日 | 水曜 1:00 - 1:05（火曜深夜） | TOKYO MX | 東京都   |                           |
| 2022年7月14日 - 9月29日 | 木曜 21:10 - 21:16           | AT-X     | 日本全域 | CS放送 / リピート放送あり |

| 配信開始日            | 配信時間                | 配信サイト |
| --------------------- | ----------------------- | --- |
| 2022年7月10日以降順次 | 日曜 22:00 以降順次更新 | ABEMA アニメカ アニメ放題 Amazon Prime Video FOD auスマートパスプレミアム J:COMオンデマンド GYAO! dアニメストア （本店・ニコニコ支店・for Prime Video） TELASA niconico Paravi バンダイチャンネル ひかりTV Hulu みるプラス U-NEXT HAPPY!動画 ビデオマーケット VIDEX music.jp Rakuten TV ふらっと動画 |
| 2022年10月以降        | 未定                    | ムービーフルPlus |